# Banco CAM
Banco CAM, S. A. U. fue el banco en el que Caja Mediterráneo (CAM) segregó su negocio financiero tras la ruptura del Sistema Institucional de Protección (SIP) Banco Base (Caja Mediterráneo junto a Cajastur, Caja de Extremadura y Caja Cantabria).
Tras dicha ruptura, Caja Mediterráneo (CAM) tuvo que solicitar 2.800 millones de euros al Fondo de Reestructuración Ordenada Bancaria (FROB) para reforzar su capital y su solvencia.
El 8 de abril de 2011, el Consejo de Administración ratificó la adquisición de la totalidad del capital social de Banco Base por parte de Caja Mediterráneo (CAM), una vez disuelto el contrato de integración con Cajastur, Caja Extremadura y Caja Cantabria, Asimismo, aprobó de forma unánime el cambio de denominación de Banco Base a Banco CAM, el cual tendría su sede social en Alicante.
El 12 de mayo de 2011, Caja Mediterráneo (CAM) adquirió el 60% del capital social de Banco Base propiedad de las otras cajas de ahorros que integraban el SIP y pasó a ser el accionista único del banco. El 21 de junio de 2011, se produjo el cambio de denominación social de Banco Base a Banco CAM y el 22 de julio se produjo la segregación del negocio financiero de Caja Mediterráneo (CAM) en Banco CAM.
El 22 de julio de 2011 Caja Mediterráneo (CAM) fue intervenida y nacionalizada por el Banco de España, que cesó a los administradores de la entidad para auditarla, recapitalizarla y abrir un proceso de subasta para su adjudicación.

Logo de la Caja Mediterráneo y posteriormente de Banco CAM.

El 7 de diciembre de 2011, se anunció la adjudicación de Banco CAM a Banco Sabadell por el precio simbólico de un euro tras unas ayudas de 5.249 millones de euros del Fondo de Garantía de Depósitos (FGD) a través de ampliaciones de capital. En ese montante estaban incluidos los 2.800 millones que se inyectaron a través del FROB y que el Fondo de Garantía de Depósitos (FGD) repuso al Estado. Junto a esta inyección de dinero, el fondo de garantía, que está financiado a través de aportaciones de las propias entidades financieras, concedió a la CAM un esquema de protección de activos. Esta medida supone que el FGD asuma el 80% de las pérdidas derivadas de "una cartera de activos predeterminada" durante los próximos 10 años. Esta cartera agrupará los créditos problemáticos vinculados al sector inmobiliario y los inmuebles canjeados a cambio de deuda impagada.
El 30 de mayo de 2012, la Comisión Europea aprobó la operación de compra de Banco CAM por Banco Sabadell y el presidente de Banco Sabadell, Josep Oliu, anunció que el 8 de diciembre la CAM (refiriéndose al Banco CAM) dejaría oficialmente de existir al quedar plenamente integrada en Banco Sabadell.
El 1 de junio de 2012, se produjo el traspaso del 100% de las acciones de Banco CAM por parte del Fondo de Garantía de Depósitos (FGD) a Banco Sabadell. El 5 de diciembre de 2012, se produjo la fusión por absorción de Banco CAM por Banco Sabadell.
Las sucursales de Banco CAM pasaron a denominarse SabadellCAM en la Comunidad Valenciana y Región de Murcia, mientras que las que tenía la entidad alicantina fuera de estas comunidades pasaron a integrarse bajo la denominación genérica del grupo Sabadell.